# Aurornis
Aurornis é um gênero fóssil de dinossauro do clado Avialae datado do Jurássico Superior da China. Há uma única espécie descrita para o gênero Aurornis xui. Seus restos fósseis foram encontrados na formação Tiaojishan no oeste da província de Liaoning e datado do estágio Oxfordiano. A análise filogenética estabeleceu a espécie como basal entre os Avialae, juntamente com o Archaeopteryx, Xiaotingia, Rahonavis, Balaur e Anchiornis, assim como, excluiu Eosinopteryx e Scansoriopterygidae do clado estabelendo-os como Paraves.